# Bandiera del Commonwealth delle nazioni
La bandiera del Commonwealth delle nazioni è de facto il vessillo rappresentativo del Commonwealth delle nazioni. Il suo design attuale risale al 2013, anno in cui fu lievemente modificata la bandiera precedente in uso dal 1976.

## Descrizione
La bandiera raffigura l'emblema del Commonwealth, in color oro su campo blu. L'emblema è composto da un globo, circondato da 34 raggi, disposti in modo da formare la lettera "C".

## Storia

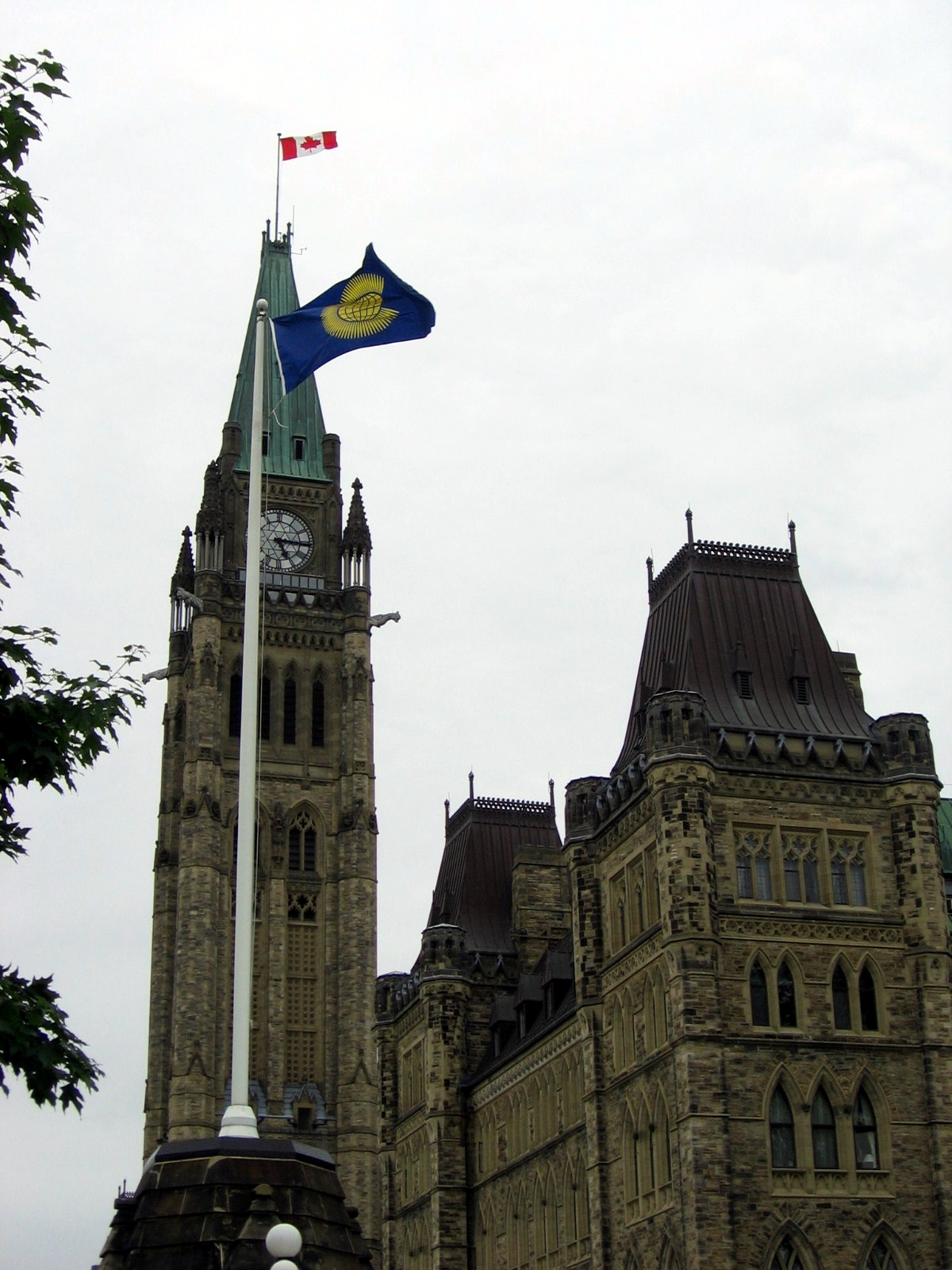
La bandiera a 64 raggi esposta presso la sede del Parlamento canadese nel 2010

### Design del 1976
Nel suo design originale, adottato il 26 marzo 1976, la bandiera si presentava come un drappo di colore blu sopra il quale era impresso un globo dorato, circondato da 64 raggi dorati. Questo numero non voleva simboleggiare il numero di stati membri (infatti, il Commonwealth non ha mai contato 64 membri) bensì, essendo un numero alto, andava inteso come il grande numero di modi in cui il Commonwealth poteva cooperare nel mondo.

### Design attuale
La modifica del 2013 ha comportato l'inclinazione del globo centrale rispetto alla versione precedente e la riduzione del numero di raggi da 64 a 34, ancora una volta senza riferimento al numero di stati membri.
Analogamente ad altre bandiere di entità internazionali, come quella delle Nazioni Unite, questa versione della bandiera presenta proporzioni variabili che permettono di uniformarsi alla bandiera nazionale dello stato membro: normalmente, le proporzioni sono 3:5, ma in alcuni paesi come l'Australia dove la bandiera ha proporzioni 1:2, anche la bandiera del Commonwealth può presentarsi con tali proporzioni.

## Utilizzo

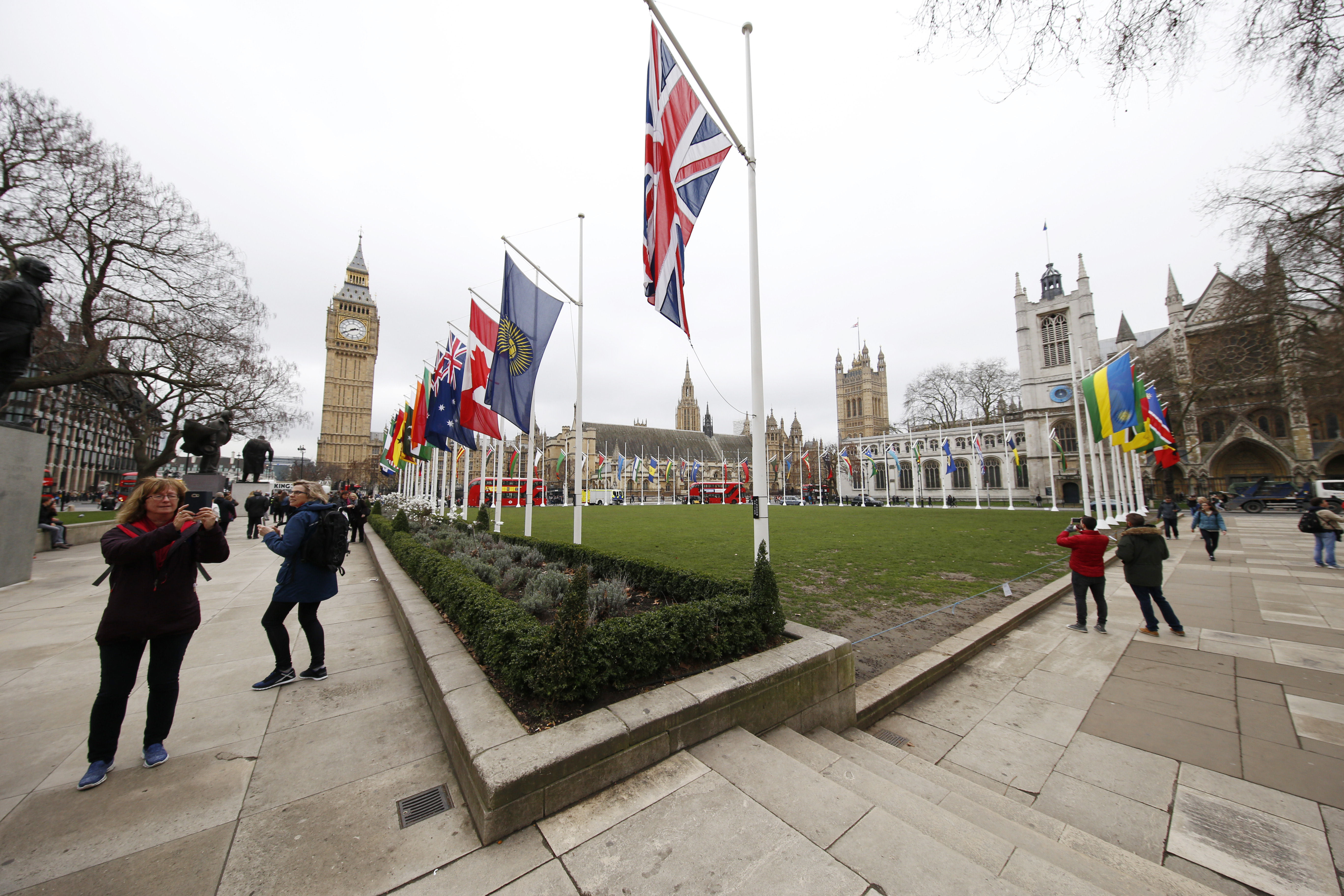
La bandiera del Commonwealth esposta in Parliament Square per la giornata del Commonwealth

La bandiera del Commonwealth delle Nazioni sventola per tutto l'anno a Marlborough House, a Londra, sede del Segretariato del Commonwealth, mentre per periodi limitati in altri luoghi dove si svolgono riunioni, eventi o visite ufficiali del Commonwealth. In Canada, il governo non stabilisce che la bandiera venga esposta per la giornata del Commonwealth, ordinando invece che sia la Union Jack a sventolare su edifici federali dotati di un secondo pennone libero.
La bandiera del Commonwealth sventola anche presso la sede del Parlamento scozzese, a Edimburgo nell'occasione della giornata del Commonwealth: è issata sul quarto pennone, a fianco delle bandiere di Regno Unito, Scozia e Unione europea, che sventolano permanentemente.
A seguito della Brexit, tutte le bandiere dell'Unione europea presenti nei pressi di Gibilterra sono state sostituite dalle bandiere del Commonwealth.

## Bandiere storiche

Bandiera cerimoniale usata ai British Empire Games (1930-1950)
Bandiera cerimoniale usata ai British Empire and Commonwealth Games (1954-1966)
Bandiera cerimoniale usata ai British Commonwealth Games (1970-1974)
Bandiera cerimoniale usata ai Commonwealth Games (1978-1998)
Bandiera del Commonwealth delle nazioni (1976-2013)